# Stazione di Old Oak Common
La stazione di Old Oak Common è una stazione ferroviaria situata nell'area di Old Oak Common, nel borgo londinese di Hammersmith e Fulham. La stazione, che è attualmente in costruzione, è posta presso l'intersezione tra la ferrovia AV Londra-Birmingham e la ferrovia Londra-Bristol.
Una volta costruita, la stazione dovrebbe essere uno dei più grandi hub ferroviari di Londra, con una lunghezza di circa 800 m a circa 20 m sotto il livello della superficie.

## Strutture e impianti
La stazione di Old Oak Common è destinata a essere un super-hub con un totale di 14 binari. Ci saranno sei binari sotterranei, della lunghezza di 450 m, per i servizi ad alta velocità, che si collegheranno a otto binari a livello del suolo che serviranno la ferrovia Londra-Bristol, con i servizi diretti verso la West Country e il Galles, l'Heathrow Express e i servizi della Elizabeth Line.
Da progetto, la stazione avrà 44 scale mobili e 52 ascensori, e il fabbricato viaggiatori sarà dotato di un'illuminazione naturale grazie all'ampio tetto ispirato al patrimonio industriale del sito, che collegherà le due metà della stazione e ospiterà anche pannelli solari
Le scale mobili, che collegheranno l'atrio ai binari situati 13,5 m al di sotto, saranno le più lunghe tra tutte le stazioni della ferrovia High Speed 2.
Si stima che la stazione servirà 250 000 passeggeri al giorno e sarà collegata a otto delle maggiori città del Regno Unito.

## Movimento
Sulla base della documentazione attuale del Dipartimento per i trasporti concernenti la stazione, Old Oak Common sarà servita dai treni nazionali ad alta velocità della società Avanti West Coast che collegheranno Londra Euston ai Midlands e al Nord, nonché dai treni nazionali della società Great Western Railway per Bristol e dai treni suburbani del servizio Elizabeth Line di Transport for London
I tempi di percorrenza da Old Oak Common a Euston saranno di cinque minuti, per la stazione di Birmingham Curzon Street 37 min e per la stazione di Manchester Aeroporto 56 min.

## Interscambi

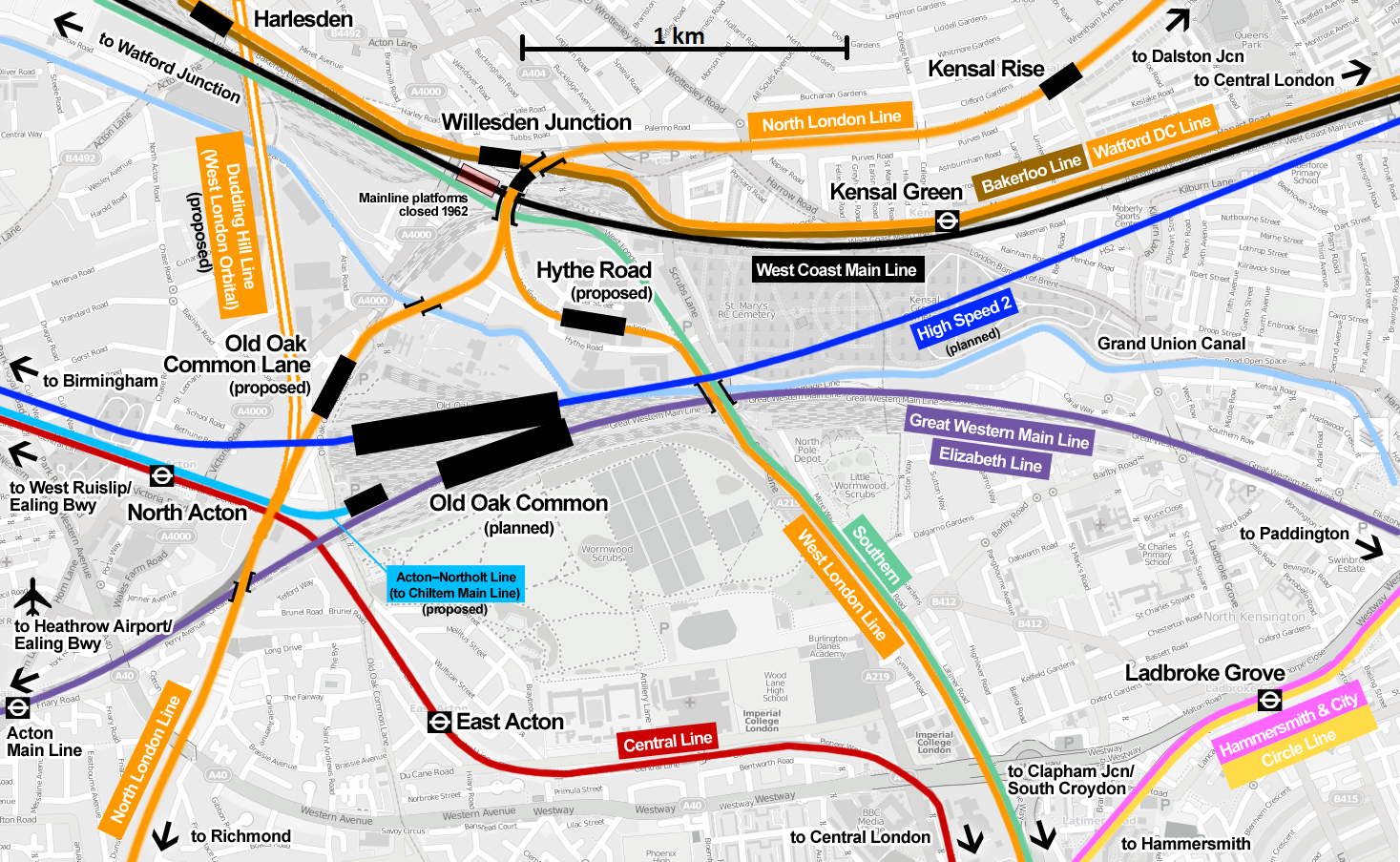
Sito di Old Oak Common in relazione alle linee esistenti a Willesden Junction; opzione Overground "C" proposta (2016)

Data la vicinanza del sito della stazione di Old Oak Common ad altre linee ferroviarie, è stato suggerito che si potrebbero creare ulteriori collegamenti con i servizi ferroviari transitanti su queste linee. Il documento di riferimento del Dipartimento per i trasporti del 2010 evidenzia le opportunità di interscambio tra Old Oak Common con la rete della metropolitana di Londra, i servizi della London Overground e i servizi della transitanti sulla ferrovia di Londra ovest tra East Croydon e Watford Junction.
La tabella seguente schematizza gli interscambi proposti:
| Servizio                                                       | Interscambio        | Stato                                              |
| -------------------------------------------------------------- | ------------------- | -------------------------------------------------- |
| London Overground Relazione Stratford - Richmond               | Old Oak Common Lane | Nuova stazione proposta                            |
| London Overground Relazione Stratford - Clapham Junction       | Hythe Road          | Proposed new station                               |
| London Overground Relazione Hounslow - Hendon / West Hampstead | Old Oak Common Lane | Nuova stazione e nuovo percorso proposto           |
| Chiltern Railways Relazione Acton - Northolt                   | Old Oak Lane Halt   | Nuova stazione terminale e nuovo percorso proposto |
| Southern Relazione Watford Junction - East Croydon             | Non specificata     | Proposta rigettata                                 |
| Metropolitana di Londra Linea Central                          | North Acton         | stazione esistente                                 |